# Chris Forney
Christian Hoffman Forney, detto Chris (21 aprile 1878 – Topeka, 14 settembre 1914), è stato un tennista statunitense.
Disputò il torneo di singolare di tennis ai Giochi olimpici di Saint Louis 1904, in cui fu sconfitto ai sedicesimi di finale.